# Parlamentswahl in Pakistan 1997
Die Parlamentswahlen in Pakistan 1997 fanden am 3. Februar 1997 statt. Es wurden die Mitglieder der Nationalversammlung Pakistans und der vier Provinzregierungen gewählt. Die Wahlen wurden durch die Rivalität zwischen der Pakistan Muslim League (N) mit ihrem Spitzenkandidaten, Nawaz Sharif, und der Pakistan People’s Party mit ihrer Spitzenkandidatin, Benazir Bhutto geprägt.
Nawaz Sharif profitierte vom Tod von Murtaza Bhutto und der schlechten wirtschaftlichen Lage Pakistans und gewann die Wahl mit großer Mehrheit. Nawaz Sharif erhielt die meisten Stimmen in der Geschichte Pakistans und wurde somit der 12. Premierminister Pakistans. Die Wahlen fanden nach Auflösung der PPP-geführten Regierung von Benazir Bhutto durch Präsident Farooq Leghari statt. Ihrer Regierung wurde Korruption und finanzielles Missmanagement vorgeworfen und sie kam mit dem Obersten Gerichtshof Pakistans in einen Konflikt. Die Regierung verstieß auch gegen die pakistanische Verfassung. Die Wahlbeteiligung lag bei 35 %.

## Hintergrund
Die PPP gewann bei den Parlamentswahlen 1993 die meisten Sitze und Benazir Bhutto wurde somit zur Premierministerin gewählt.
Der Regierung wurden finanzielles Missmanagement, Zerstörung der Unabhängigkeit der Justiz, Verstoß gegen die Verfassung Pakistans und Polizistenmorde vorgeworfen. Eine Reihe von Parteiangehörige der PPP wurden festgenommen. Dazu zählte auch Asif Ali Zardari, der beschuldigt wurde, Provisionen für Deals zu kassieren. Ein früheres Mitglied und Sprecher der PPP; Miraj Khalid, wurde interimsweise Premierminister. Das Parlament und die Provinzregierungen wurden schließlich aufgelöst und Wahlen für den 3. Februar 1997 angekündigt. Benazir Bhutto reichte Klage gegen ihre Absetzung ein. Die Klage wurde jedoch abgewiesen.

## Wahlkampagnen
Es wurde erwartet, dass Bhutto und Sharif und bis zu 90 Personen davon abgehalten werden könnten, an den Wahlen teilzunehmen. Die Übergangsregierung setzte sich gegen die Korruption ein, musste aber im Dezember 1996 eingestehen, dass die Beweismittel für Klagen gegen führende Politiker nur unzureichend waren. Die Wahl 1997 war somit nur eine Auseinandersetzung zwischen der PML-N und PPP. Es stellten sich insgesamt 6000 Kandidaten zur Wahl, 1758 für das Parlament und 4.426 für die Provinzregierungen. Die Wahlkampfthemen umfassten Korruption, Wirtschaft und Terrorismus. Umfragen zeigten aber, dass die Wahlbeteiligung bei 20 % liegen wird. Die PML-N führte die Wahlumfragen an.

## Ergebnis
Die PML-N gewann die Wahl und erhielt die meisten Stimmen seit der Wahl 1977. Die PPP gewann nur 18 Sitze für das Parlament und konnte zum ersten Mal keine Sitze in den Provinzregierungen im Sindh, Khyber Pakhtunkhwa und Punjab gewinnen. Die Partei von Imran Khan, PTI, konnte nicht ins Parlament einziehen. Die Wahlbeteiligung war mit 36 % die geringste in der Wahlgeschichte von Pakistan.